# Rachel Szor
Rachel Szor (hebräisch רחל שור) ist eine israelische Filmemacherin.

## Karriere
Szor ist eine israelische Filmemacherin und drehte zusammen mit Basel Adra, Hamdan Ballal und Yuval Abraham den Dokumentarfilm No Other Land über die Zerstörung einer palästinensischen Siedlung durch die Israelischen Verteidigungsstreitkräfte. Der Film feierte auf der Berlinale 2024 Premiere und Szor wurde seitdem über 40 Mal ausgezeichnet. So gewann sie den BAFTA und Oscar für den Besten Dokumentarfilm.
Szor lebt in Jerusalem.

## Auszeichnungen (Auswahl)
- 2024: IDA Award in den Kategorien Bester Regisseur und Bester Dokumentarfilm für No Other Land
- 2024: Berlinale: Publikumspreis und Bester Dokumentarfilm für No Other Land
- 2024: Europäischer Filmpreis in der Kategorie Bester Dokumentarfilm für No Other Land
- 2025: BAFTA-Nominierung in der Kategorie Bester Dokumentarfilm für No Other Land
- 2025: Oscar in der Kategorie Bester Dokumentarfilm für No Other Land